# Gu Chaohao

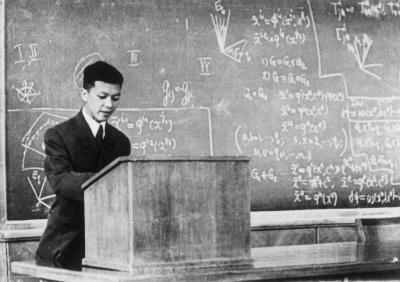
Gu Chaohao 1959

Gu Chaohao, (chinesisch 谷超豪, Pinyin Gǔ Chāoháo, W.-G. Ku Ch'aohao; * 15. Mai 1926 in Wenzhou, Provinz Zhejiang; † 24. Juni 2012 in Shanghai) war ein chinesischer Mathematiker und Physiker.

## Biographie
Gu wuchs bei einer verwitweten Tante auf und begann 1942 sein Studium der Mathematik und Physik an der damals unter japanischer Besetzung in die Provinz Guizhou ausgelagerten Zhejiang-Universität, an der er 1948 seinen Abschluss bei dem Mathematiker Su Buqing (Su Buchin) machte – die Universität war inzwischen wieder in Hangzhou. 1957 heiratete er die Mathematikerin Hu Hesheng. Er wurde 1959 an der Lomonossow-Universität in Mathematik promoviert bei Pjotr Konstantinowitsch Raschewski und Sergei Pawlowitsch Finikow. Die Dissertation war Über einige allgemeine Eigenschaften von Transformations-Pseudogruppen und ihre Anwendung in der Differentialgeometrie, wobei er Arbeiten von Elie Cartan fortsetzte. Er war Vizepräsident der Fudan-Universität in Shanghai, an der er ab 1956 als Assistenzprofessor begann, erhielt 1960 eine volle Professur, wurde dort Dekan und Vorstand der Mathematikfakultät und war 1988 bis 1993 Präsident der Chinesischen Universität für Wissenschaft und Technik.
Er befasste sich mit Differentialgeometrie (affine Differentialgeometrie, Finslerräume u. a.), partiellen Differentialgleichungen (unter anderem nichtlineare hyperbolische Systeme und solchen gemischten Typs) und mathematischer Physik (integrable Systeme), zum Beispiel Solitonen und Darboux-Transformationen. Er war ein Pionier der Erforschung von partiellen Differentialgleichungen (PDE) in China, teilweise motiviert durch die zum Beispiel im Überschallflug auftretenden partiellen Differentialgleichungen. Er kam damit erstmals in Moskau in Berührung und hörte darüber Vorlesungen von Iwan Georgijewitsch Petrowski und Olga Arsenjewna Oleinik.
1980 wurde er Mitglied der Chinesischen Akademie der Wissenschaften. 1995 erhielt er den Hua Luogeng Preis in Mathematik. 2009 erhielt er den Höchsten Staatspreis für Wissenschaft und Technologie. Er war in der Mathematikabteilung der staatlichen Kommission für Wissenschaft und Technik.

## Schriften
- Gu Chaohao (Hrsg.): Soliton theory and its applications, Springer 1995
- Gu Chaohao, Hu Hesheng, Zhou Zixiang (Hrsg.): Darboux transformations in integrable systems : theory and their applications to geometry, Springer 2004
- mit  Hu Hesheng, Li Tatsien (Hrsg.): Differential Geometry and Related Topics, World Scientific 2002 (International Symposium on Differential Geometry, held in honour of Professor Su Buchin on the centenary of his birth, Fudan University 2001)